# Idioma na'vi
El idioma na’vi (Lìʼfya leNaʼvi [ˈlɪʔ.fja lɛ.ˈnaʔ.vi]) es una lengua construida hablada por la raza  na’vi, habitantes de Pandora, la luna del planeta Polifemo, que aparece en la película Avatar de James Cameron. Fue construida por Paul Frommer, profesor del USC Marshall School of Business con doctorado en lingüística, desde el 2005 cuando Cameron se lo propuso.
El idioma na’vi fue diseñado, para adecuarse a la pretensión del director, Cameron, de que fuera pronunciable por los actores que dan vida a los personajes de la película, pero que, al mismo tiempo, tuviera ciertos matices que le diferenciaran de las lenguas terrestres.
Actualmente el vocabulario creado para la lengua supera las 2260 palabras, pero está creciendo a medida que los seguidores de la película van creando nuevos términos que aprueba su autor Frommer.

## Descripción lingüística

### Fonología y ortografía
El idioma na’vi carece de algunos sonidos sencillos /b, d, g/, pero en su lugar cuenta con las llamadas consonantes eyectivas /pʼ, tʼ, kʼ/, que se oponen a las oclusivas sordas  /p, t, k/. El sistema vocálico incluye a, ä, e, i, ì, o, u, los fonemas /l, r/ pueden actuar como núcleo silábico y entonces ortográficamente se escriben ll y rr (en inglés bottle la "l" hace de núcleo silábico).
El na’vi admite grupos consonánticos complicados como en fngap [fŋap] 'metal' y tskxe [[tskʼɛ]] 'roca'.

#### Vocales
Hay siete vocales simples: 
|         | anterior | posterior   |
| ------- | -------- | ----------- |
| cerrada | i [i]    | u [u] ~ [ʊ] |
| cerrada | ì [ɪ]    | u [u] ~ [ʊ] |
| media   | e [ɛ]    | o [o]       |
| abierta | ä [æ]    | a [a]       |

y cuatro diptongos aw [aw], ew [εw], ay [aj], ey [εj]. Nótese que la letra e es semiabierta y  o es medio cerrada, y no hay *oy.
Las vocales pueden ir en secuencias como ocurre en las lenguas polinesias y en el japonés. Cada vocal cuenta una sílaba, por ejemplo,  tsaleioae tiene seis sílabas, [tsa.lɛ.i.o.a.ɛ].
Además las letras ll [l̩] y rr [r̩] se comportan como "vocales" o núcleos de sílaba, por ejemplo plltxe [pl̩.tʼɛʔ] 'hablar' (similarmente a como sucede en la pronunciación inglesa de /l/ en bottle).

#### Consonantes
Hay veinte consonantes:
|             |             | Labial  | Alveolar    | Palatal | Velar      | Glotal |
| ----------- | ----------- | ------- | ----------- | ------- | ---------- | ------ |
| Oclusiva    | Eyectiva    | px /pʼ/ | tx /tʼ/     |         | kx /kʼ/    |        |
| Oclusiva    | Simple      | p /p/   | t /t/       |         | k /k/      | ’ /ʔ/  |
| Africada    | Africada    |         | ts (c) /ts/ |         |            |        |
| Fricativa   | sorda       | f /f/   | s /s/       |         |            | h /h/  |
| Fricativa   | sonora      | v /v/   | z /z/       |         |            |        |
| Nasal       | Nasal       | m /m/   | n /n/       |         | ng (g) /ŋ/ |        |
| Aproximante | Aproximante | w /w/   | r, l /ɾ, l/ | y /j/   |            |        |

#### Ortografía
El idioma na’vi no cuenta con escritura nativa autóctona, aunque los humanos usan una ortografía adaptada basada en alfabeto latino. Algunos ejemplos de palabras en esta ortografía desarrollada por Frommer son: zìsìt 'año', sä'eoio 'ceremonia', nì'awve 'primero' (aw 'uno'), muiä! 'sé amable', tireaioang 'espíritu de un animal', kllpxìltu 'territorio', uniltìrantokx 'avatar' (sueño-caminar-cuerpo), entre otras palabras.

### Gramática
El idioma na’vi distingue cuatro géneros gramaticales: masculino, femenino, común y neutro. El plural se marca mediante un prefijo ay- y el dual mediante me-, algunos ejemplos:
nari 'ojo'
menari 'los (dos) ojos'
Los nombres masculinos llevan el sufijo -an y los femeninos el sufijo -é. Los sustantivos también se declinan y tienen los siguientes casos: nominativo, acusativo, ergativo, genitivo y dativo.
Los pronombres se declinan, es decir, cambian de forma según el caso gramatical. 
El idioma na’vi tiene preposiciones que se escriben delante del nombre, aunque también existen posposiciones que se escriben adjuntas al final del nombre, como en las lenguas urálicas, el japonés o las lenguas utoaztecas.

#### Verbos
Los verbos usan algunos infijos para marcar el tiempo gramatical y el modo gramatical. Las formas verbales no tienen marcas explícitas de persona, en caso de ambigüedad puede usarse un pronombre independiente. Los tiempos verbales se marcan interponiendo a las raíces algunas partículas que pueden en su caso modificar la vocal previa:
taron [cazar] '[él] caza'
t‹ìm›arom '[él] acaba de cazar' / 'ha cazado'
t‹ay›arom 'cazará'
t‹er›arom 'cazando'
t‹ol›arom 'cazó'
t‹ì‹r›m›aron 'Está cazando [en este momento]'
La lengua tiene los verbos lu 'ser' y tok 'estar'. La negación se hace añadiendo al verbo la partícula ke.

### Léxico básico

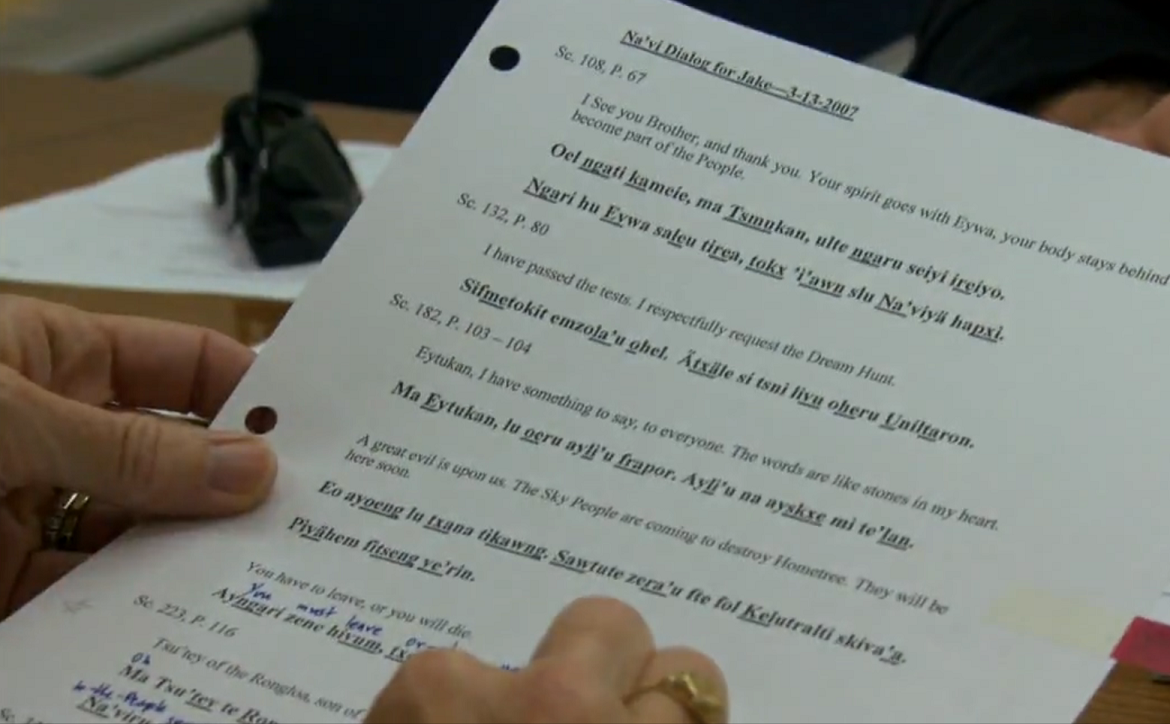
Alumno estudiando diálogos en na’vi

#### Números
Como los na’vi tienen cuatro dedos en cada mano, su sistema numérico es octal, o de base 8.
- 1.-’aw
- 2.-mune
- 4.-tsìng
- 10.-vol
- 16.-vofu
- 32.-tsìvol
- 100.-zam
- 1000.-vozam

#### Léxico básico
- kaltxì = "Hola"
- oel ngati kameie = "Te veo" (saludo formal)
- rutxe = "por favor"
- irayo = "gracias"
- kìyevame = "hasta pronto"
- Eywa nugáhu = "que Eywa este contigo"(despedida)
- oe omum = "Ya sé"
- mawey = "calma"
- na´vi = "pueblo"
- sempul = "padre"
- sa'nok = madre

#### Frases
- Kaltxì. Ngaru lu fpom srak? = "Hola, ¿Cómo estás?"
- Tsun oe ngahu nìNa’vi pivängkxo a fì’u oeru prrte’ lu. = "Es un placer para mí hablar en Na'vi contigo"
- Mawey na´viya, mawey = "Calma pueblo, calma"
- Na'vi sì Eywa lu mawey = "El pueblo y Eywa están en calma"
- Atokirina´ = "Semillas del árbol sagrado"
- smon nìprrte = "encantado de conocerte"
- hayalovay = "hasta la próxima"
- oeru syaw = "mi nombre es"

### Enlaces principales
- Idioma na'vi en wikibooks, org
- LearnNavi.org, la comunidad oficial para aprender Na'vi
- «Dict-Na'vi.com». diccionario (en inglés). Consultado el 29 de enero de 2015.
- Frommer, Paul (19 de diciembre de 2009). «Some highlights of Na’vi». Language Log. Guest post with Ben Zimmer. Consultado el 5 de enero de 2010.
- NPR (15 de diciembre de 2009). «Do You Speak Na'vi? Giving Voice To 'Avatar' Aliens» (en inglés). NPR: Arts & Life. Consultado el 5 de enero de 2010.
- Geoff Boucher (20 de noviembre de 2009). «USC professor creates an entire alien language for 'Avatar'». Hero Complex (en inglés). Los Angeles Times - Blogs. Consultado el 12 de enero de 2010.
- Sancton, Julian (1 de diciembre de 2009). «Brushing up on Na'vi, the Language of Avatar». Vanity Fair - Movies (en inglés). Vanity Fair. Archivado desde el original el 8 de enero de 2010. Consultado el 12 de enero de 2010.
- Ayres, Chris (12 de diciembre de 2009). «Na'vi talk down Klingon as the last word in alien-speak». Times Online (en inglés). Los Angeles: The Times. Consultado el 5 de enero de 2010.
- Matteo Milani (24 de noviembre de 2009). «An interview with Paul Frommer, Alien Language Creator for Avatar». UNIDENTIFIED SOUND OBJECT (en inglés). Blogspot. Consultado el 5 de enero de 2010.
- Zimmer, Ben (4 de diciembre de 2009). «Skxawng! You Don't Matter». Magazine (en inglés). The New York Times. Consultado el 5 de enero de 2010. «Has sound recording of Paul Frommer saying several sentences in Na'vi.»